# Collegio di Ealing North
Ealing North è un collegio elettorale situato nella Grande Londra, e rappresentato alla Camera dei comuni del Parlamento del Regno Unito. Elegge un membro del parlamento con il sistema first-past-the-post, ossia maggioritario a turno unico; l'attuale parlamentare è James Murray del Partito Laburista e Co-Operativo, che rappresenta il collegio dal 2019.

## Estensione

Ealing North dal 2010 al 2024

- 1950–1974: i ward del borgo municipale di Ealing di Greenford Central, Greenford North, Greenford South, Hanger Hill, Northolt e Perivale.
- 1974–1983: i ward del borgo londinese di Ealing di Brent, Cleveland, Horsenden, Mandeville, Perivale, Ravenor e West End.
- 1983–1997: i ward del borgo londinese di Ealing di Argyle, Costons, Hobbayne, Mandeville, Perivale, Ravenor, West End e Wood End.
- 1997–2010: i ward del borgo londinese di Ealing di Argyle, Costons, Hanger Hill, Hobbayne, Horsenden, Mandeville, Perivale, Pitshanger, Ravenor, West End e Wood End.
- 2010–2024: i ward del borgo londinese di Ealing di Cleveland, Greenford Broadway, Greenford Green, Hobbayne, North Greenford, Northolt Mandeville, Northolt West End e Perivale.
- dal 2024: i ward del borgo londinese di Ealing di Central Greenford; Greenford Broadway; North Greenford; North Hanwell; Northolt Mandeville; Northolt West End; Perivale e Pitshanger.

## Membri del parlamento
| Elezione | Elezione | Deputato       | Partito         |
| -------- | -------- | -------------- | --------------- |
|          | 1950     | James Hudson   | Laburista Co-Op |
|          | 1955     | John Barter    | Conservatore    |
|          | 1964     | William Molloy | Laburista       |
|          | 1979     | Harry Greenway | Conservatore    |
|          | 1997     | Stephen Pound  | Laburista       |
|          | 2019     | James Murray   | Laburista Co-Op |

## Elezioni

### Elezioni negli anni 2020
| Partito                    | Partito                                      | Candidato                  | Risultati 4 luglio 2024 | Risultati 4 luglio 2024 |
| Partito                    | Partito                                      | Candidato                  | Voti                    | %                       |
| -------------------------- | -------------------------------------------- | -------------------------- | ----------------------- | ----------------------- |
|                            | Laburista Co-Op                              | James Murray               | 20 663                  | 47,80                   |
|                            | Conservatore                                 | Maria Khan                 | 8 144                   | 18,84                   |
|                            | Verdi                                        | Natalia Kubica             | 4 056                   | 9,38                    |
|                            | Reform UK                                    | Leon Harris                | 3 948                   | 9,13                    |
|                            | Workers                                      | Sameh Habeeb               | 3 139                   | 7,26                    |
|                            | Lib Dem                                      | Craig O’Donnell            | 2 543                   | 5,88                    |
|                            | Indipendente                                 | Helmi Alharahsheh          | 499                     | 1,15                    |
|                            | Social Democratico                           | Leslie Beaumont            | 240                     | 0,56                    |
|                            |                                              |                            |                         |                         |
| Iscritti                   | Iscritti                                     | Iscritti                   | 74 820                  | 100,00                  |
| ↳ Votanti (% su iscritti)  | ↳ Votanti (% su iscritti)                    | ↳ Votanti (% su iscritti)  | 43 232                  | 57,78                   |
| ↳ Astenuti (% su iscritti) | ↳ Astenuti (% su iscritti)                   | ↳ Astenuti (% su iscritti) | 31 588                  | 42,22                   |
|                            |                                              |                            |                         |                         |
|                            | Esito: collegio confermato a Laburista Co-Op |                            |                         |                         |

### Elezioni negli anni 2010
| Partito                    | Partito                                      | Candidato                  | Risultati 12 dicembre 2019 | Risultati 12 dicembre 2019 |
| Partito                    | Partito                                      | Candidato                  | Voti                       | %                          |
| -------------------------- | -------------------------------------------- | -------------------------- | -------------------------- | -------------------------- |
|                            | Laburista Co-Op                              | James Murray               | 28 036                     | 56,49                      |
|                            | Conservatore                                 | Anthony Pickles            | 15 767                     | 31,77                      |
|                            | Lib Dem                                      | Henrietta Bewley           | 4 370                      | 8,80                       |
|                            | Verdi                                        | Jeremy Parker              | 1 458                      | 2,94                       |
|                            |                                              |                            |                            |                            |
| Iscritti                   | Iscritti                                     | Iscritti                   | 74 473                     | 100,00                     |
| ↳ Votanti (% su iscritti)  | ↳ Votanti (% su iscritti)                    | ↳ Votanti (% su iscritti)  | 49 631                     | 66,64                      |
| ↳ Astenuti (% su iscritti) | ↳ Astenuti (% su iscritti)                   | ↳ Astenuti (% su iscritti) | 24 842                     | 33,36                      |
|                            |                                              |                            |                            |                            |
|                            | Esito: collegio confermato a Laburista Co-Op |                            |                            |                            |

| Partito                    | Partito                                | Candidato                  | Risultati 8 giugno 2017 | Risultati 8 giugno 2017 |
| Partito                    | Partito                                | Candidato                  | Voti                    | %                       |
| -------------------------- | -------------------------------------- | -------------------------- | ----------------------- | ----------------------- |
|                            | Laburista                              | Stephen Pound              | 34 635                  | 65,95                   |
|                            | Conservatore                           | Isobel Grant               | 14 942                  | 28,45                   |
|                            | Lib Dem                                | Humaira Sanders            | 1 275                   | 2,43                    |
|                            | UKIP                                   | Peter Mcilvenna            | 921                     | 1,75                    |
|                            | Verdi                                  | Meena Hans                 | 743                     | 1,41                    |
|                            |                                        |                            |                         |                         |
| Iscritti                   | Iscritti                               | Iscritti                   | 74 764                  | 100,00                  |
| ↳ Votanti (% su iscritti)  | ↳ Votanti (% su iscritti)              | ↳ Votanti (% su iscritti)  | 52 516                  | 70,24                   |
| ↳ Astenuti (% su iscritti) | ↳ Astenuti (% su iscritti)             | ↳ Astenuti (% su iscritti) | 22 248                  | 29,76                   |
|                            |                                        |                            |                         |                         |
|                            | Esito: collegio confermato a Laburista |                            |                         |                         |

| Partito                    | Partito                                | Candidato                  | Risultati 7 maggio 2015 | Risultati 7 maggio 2015 |
| Partito                    | Partito                                | Candidato                  | Voti                    | %                       |
| -------------------------- | -------------------------------------- | -------------------------- | ----------------------- | ----------------------- |
|                            | Laburista                              | Stephen Pound              | 26 745                  | 55,13                   |
|                            | Conservatore                           | Thomas O'Malley            | 14 419                  | 29,72                   |
|                            | UKIP                                   | Afzal Akram                | 3 922                   | 8,08                    |
|                            | Verdi                                  | Meena Hans                 | 1 635                   | 3,37                    |
|                            | Lib Dem                                | Kevin McNamara             | 1 575                   | 3,25                    |
|                            | TUSC                                   | David Hofman               | 214                     | 0,44                    |
|                            |                                        |                            |                         |                         |
| Iscritti                   | Iscritti                               | Iscritti                   | 73 881                  | 100,00                  |
| ↳ Votanti (% su iscritti)  | ↳ Votanti (% su iscritti)              | ↳ Votanti (% su iscritti)  | 48 510                  | 65,66                   |
| ↳ Astenuti (% su iscritti) | ↳ Astenuti (% su iscritti)             | ↳ Astenuti (% su iscritti) | 25 371                  | 34,34                   |
|                            |                                        |                            |                         |                         |
|                            | Esito: collegio confermato a Laburista |                            |                         |                         |

| Partito                    | Partito                                | Candidato                  | Risultati 6 maggio 2010 | Risultati 6 maggio 2010 |
| Partito                    | Partito                                | Candidato                  | Voti                    | %                       |
| -------------------------- | -------------------------------------- | -------------------------- | ----------------------- | ----------------------- |
|                            | Laburista                              | Stephen Pound              | 24 023                  | 50,33                   |
|                            | Conservatore                           | Ian Gibb                   | 14 772                  | 30,95                   |
|                            | Lib Dem                                | Chris Lucas                | 6 283                   | 13,16                   |
|                            | BNP                                    | Dave Furness               | 1 045                   | 2,19                    |
|                            | UKIP                                   | Ian De Wulverton           | 685                     | 1,44                    |
|                            | Verdi                                  | Christopher Warleigh-Lack  | 505                     | 1,06                    |
|                            | Cristiano                              | Petar Ljubisic             | 415                     | 0,87                    |
|                            |                                        |                            |                         |                         |
| Iscritti                   | Iscritti                               | Iscritti                   | 73 104                  | 100,00                  |
| ↳ Votanti (% su iscritti)  | ↳ Votanti (% su iscritti)              | ↳ Votanti (% su iscritti)  | 47 728                  | 65,29                   |
| ↳ Astenuti (% su iscritti) | ↳ Astenuti (% su iscritti)             | ↳ Astenuti (% su iscritti) | 25 376                  | 34,71                   |
|                            |                                        |                            |                         |                         |
|                            | Esito: collegio confermato a Laburista |                            |                         |                         |

### Elezioni negli anni 2000
| Partito                    | Partito                                | Candidato                  | Risultati 5 maggio 2005 | Risultati 5 maggio 2005 |
| Partito                    | Partito                                | Candidato                  | Voti                    | %                       |
| -------------------------- | -------------------------------------- | -------------------------- | ----------------------- | ----------------------- |
|                            | Laburista                              | Stephen Pound              | 20 956                  | 45,06                   |
|                            | Conservatore                           | Roger C. Curtis            | 13 897                  | 29,88                   |
|                            | Lib Dem                                | Francesco R. Fruzza        | 9 148                   | 19,67                   |
|                            | Verdi                                  | Alan G. Outten             | 1 319                   | 2,84                    |
|                            | UKIP                                   | Robin A.D. Lambert         | 692                     | 1,49                    |
|                            | Veritas                                | David Malindine            | 495                     | 1,06                    |
|                            |                                        |                            |                         |                         |
| Iscritti                   | Iscritti                               | Iscritti                   | 77 787                  | 100,00                  |
| ↳ Votanti (% su iscritti)  | ↳ Votanti (% su iscritti)              | ↳ Votanti (% su iscritti)  | 46 507                  | 59,79                   |
| ↳ Astenuti (% su iscritti) | ↳ Astenuti (% su iscritti)             | ↳ Astenuti (% su iscritti) | 31 280                  | 40,21                   |
|                            |                                        |                            |                         |                         |
|                            | Esito: collegio confermato a Laburista |                            |                         |                         |

| Partito                    | Partito                                | Candidato                  | Risultati 7 giugno 2001 | Risultati 7 giugno 2001 |
| Partito                    | Partito                                | Candidato                  | Voti                    | %                       |
| -------------------------- | -------------------------------------- | -------------------------- | ----------------------- | ----------------------- |
|                            | Laburista                              | Stephen Pound              | 25 022                  | 55,66                   |
|                            | Conservatore                           | Charles Walker             | 13 185                  | 29,33                   |
|                            | Lib Dem                                | Francesco R. Fruzza        | 5 043                   | 11,22                   |
|                            | Verdi                                  | Astra Seibe                | 1 039                   | 2,31                    |
|                            | UKIP                                   | Daniel Moss                | 668                     | 1,49                    |
|                            |                                        |                            |                         |                         |
| Iscritti                   | Iscritti                               | Iscritti                   | 73 104                  | 100,00                  |
| ↳ Votanti (% su iscritti)  | ↳ Votanti (% su iscritti)              | ↳ Votanti (% su iscritti)  | 47 728                  | 65,29                   |
| ↳ Astenuti (% su iscritti) | ↳ Astenuti (% su iscritti)             | ↳ Astenuti (% su iscritti) | 25 376                  | 34,71                   |
|                            |                                        |                            |                         |                         |
|                            | Esito: collegio confermato a Laburista |                            |                         |                         |

## Risultati dei referendum

### Referendum sulla permanenza del Regno Unito nell'Unione europea del 2016
|             | Collegio     | Lasciare UE % | Rimanere in UE % |
| ----------- | ------------ | ------------- | ---------------- |
|             | Ealing North | 46,3%         | 53,7%            |
|             | Inghilterra  | 53,3%         | 46,7%            |
| Regno Unito | 51,9%        | 48,1%         |                  |